# Litoprosopus haitiensis
Litoprosopus haitiensis är en fjärilsart som beskrevs av George Francis Hampson 1926. Litoprosopus haitiensis ingår i släktet Litoprosopus och familjen nattflyn. Inga underarter finns listade i Catalogue of Life.